# كنيسة محلم
كنيسة محلم (بالفارسية: کلیسای محلم) هي كنيسة تاريخية تعود إلى سنة 1880، وتقع في مقاطعة سلماس.